# Videofilia (y otros síndromes virales)
Videofilia (y otros síndromes virales) es una película peruana de ficción dirigida por Juan Daniel F. Molero. Fue presentada por Perú en la 89.ª entrega de los Premios Óscar a la mejor película extranjera. Fue elegida como la mejor película peruana del 2016 por la Asociación Peruana de Prensa Cinematográfica (APRECI).

## Elenco principal
- Muki Sabogal como Luz[8]
- Liliana Albornoz como Rosa.[1]
- Caterina Gueli Rojo como Virus.[1]
- Rafael Gutiérrez como Killer.[1]
- Michel Lovón como Mike.[1]
- Tilsa Otta como la hermana de Luz.[1]
- José Gabriel Alegría Sabogal como Luis.[1]
- Terom como Junior.[1]
- Manuel Siles como el padre de Luz.

## Premios
- Festival Internacional de Cine de Róterdam
  - Mejor película: Premio Tigre Hivos (2015)[9][10]

- Festival Lima Independiente
  - Mejor película (2015)[11][12]

- Split Film Festival
  - Gran Prix (2015)[13]

## Recepción
Videofilia (y otros síndromes virales) en el portal de internet Rotten Tomatoes posee una aprobación de 63 % basada en 8 reseñas, con una puntuación de 4.2/10 por parte de la crítica. En la página web Metacritic, la película obtuvo un índice de 48 de 100, basada en 5 reseñas, indicando «críticas mixtas».